# 亞歷山德羅夫蓋區
50°08′N 48°33′E / 50.133°N 48.550°E
亚历山德罗夫盖区（羅馬化：Aleksandrovo-Gayskiy rayon）是俄羅斯的一個區，位於該國西南部，由薩拉托夫州負責管轄，面積2,700平方公里，2010年人口16,855，人口密度每平方公里6.24人。